# والدمار ماتوشکا
والدِمار ماتوشکا (چکی: Waldemar Matuška; ۲ ژوئیهٔ ۱۹۳۲ – ۳۰ مهٔ ۲۰۰۹) خواننده اهل کشور چکسلواکی بود که در دهه ۱۹۶۰ و ۱۹۷۰ در سرزمین مادری خود محبوب شد. وی در سال ۱۹۸۶ به آمریکا مهاجرت کرد.